# أنتوان رايت (لاعب كرة سلة)
أنتوان رايت (بالإنجليزية: Antoine Wright)‏ مواليد 6 فبراير 1984 في ويست كوفينا، هو لاعب كرة سلة أمريكي بدأ مسيرته الاحترافية في سنة 2005 حيث تم اختياره من قبل فريق بروكلين نتس خلال الدرافت. يبلغ طوله 6 قدم 7 بوصة (2.0 م).

## فرق لعب لها
- بروكلين نتس
- دالاس مافيريكس
- تورونتو رابتورز
- سكرامنتو كينغز

## إحصائيات المسيرة

### الموسم الاعتيادي
| السنة   | الفريق          | لعب | بدأ | دقيقة | ميداني% | ثلاثية | حرة  | ارتداد | صنع | استلاب | تصدي | نقطة |
| ------- | --------------- | --- | --- | ----- | ------- | ------ | ---- | ------ | --- | ------ | ---- | ---- |
| 2005–06 | بروكلين نتس     | 39  | 0   | 9.5   | .358    | .067   | .500 | .8     | .3  | .1     | .1   | 1.8  |
| 2006–07 | بروكلين نتس     | 63  | 23  | 18.0  | .438    | .322   | .603 | 2.8    | .9  | .5     | .2   | 4.5  |
| 2007–08 | بروكلين نتس     | 41  | 10  | 25.8  | .401    | .267   | .707 | 3.0    | 1.6 | .6     | .4   | 7.3  |
| 2007–08 | دالاس مافيريكس  | 15  | 0   | 11.7  | .500    | .556   | .556 | 1.5    | .9  | .1     | .3   | 3.5  |
| 2008–09 | دالاس مافيريكس  | 65  | 53  | 23.9  | .415    | .302   | .747 | 2.1    | 1.2 | .7     | .4   | 7.3  |
| 2009–10 | تورونتو رابتورز | 67  | 10  | 20.8  | .406    | .335   | .688 | 2.8    | 1.1 | .4     | .2   | 6.5  |
| 2010–11 | سكرامنتو كينغز  | 7   | 0   | 4.4   | .125    | .000   | .000 | .4     | .0  | .1     | .0   | .3   |
| المسيرة |                 | 297 | 96  | 19.2  | .412    | .304   | .674 | 2.3    | 1.0 | .5     | .2   | 5.4  |

### التصفيات
| السنة   | الفريق         | لعب | بدأ | دقيقة | ميداني% | ثلاثية | حرة  | ارتداد | صنع | استلاب | تصدي | نقطة |
| ------- | -------------- | --- | --- | ----- | ------- | ------ | ---- | ------ | --- | ------ | ---- | ---- |
| 2006    | بروكلين نتس    | 5   | 0   | 2.0   | .250    | .000   | .667 | .0     | .0  | .0     | .0   | .8   |
| 2007    | بروكلين نتس    | 12  | 0   | 13.6  | .472    | .500   | .900 | 1.9    | .1  | .4     | .3   | 3.8  |
| 2008    | دالاس مافيريكس | 1   | 0   | 7.0   | .000    | .000   | .000 | 1.0    | .0  | .0     | .0   | .0   |
| 2009    | دالاس مافيريكس | 10  | 5   | 16.7  | .488    | .381   | .818 | 1.3    | 1.0 | .3     | .2   | 5.9  |
| المسيرة |                | 28  | 5   | 12.4  | .470    | .407   | .833 | 1.3    | .4  | .3     | .2   | 3.9  |

## روابط خارجية
- أنتوان رايت على موقع إن بي أي (الإنجليزية)
- أنتوان رايت على موقع سبورتس رفرنس (الإنجليزية)
- أنتوان رايت على موقع الدوري الإسباني لكرة السلة (الإسبانية)
- أنتوان رايت على موقع كرة السلة الأوروبية.كوم (الإنجليزية)
- أنتوان رايت على موقع كلية كرة السلة في سبورتس رفرنس.كوم (الإنجليزية)
- أنتوان رايت على موقع ريلجم (الإنجليزية)
- أنتوان رايت على موقع بروبوليرز (الإنجليزية)
- أنتوان رايت على موقع سبورتس رفرنس (الإنجليزية)
- أنتوان رايت على موقع سبورتس رفرنس (الإنجليزية)